# Вернон, Конрад
Конрад Вернон (англ. Conrad Vernon) (род. 11 июля 1968) — американский актёр озвучивания, режиссёр, продюсер, сценарист и художник по раскадровке, наиболее известный своей работой над серией мультфильмов DreamWorks «Шрек», а также другими мультфильмами, такими как «Монстры против пришельцев», «Мадагаскар 3» и «Пингвины Мадагаскара».Он также был сорежиссёром мультфильмов не DreamWorks, таких как «Полный расколбас» Sony Pictures и «Семейка Аддамс» MGM.

## Жизнь и карьера
Конрад Вернон, уроженец Лаббока, штат Техас, учился в CalArts и работал художником по раскадровке для анимационных работ (включая «Параллельный мир» Ральфа Бакши); он также снял «Волшебника Морто» (четырёхминутный мультфильм по сценарию Стива Мартина).
В 1996 году он присоединился к DreamWorks, где работал художником по раскадровке в мультфильме «Муравей Антц». После того, как «Муравей Антц» оказался успешным как первый полнометражный мультфильм, созданный DreamWorks Animation, Вернон стал автором дополнительных диалогов и художником по сюжету мультфильма «Шрек», где он отвечал за Пряню, и в итоге озвучил этого персонажа. Он также появлялся в мультфильмах «Шрек: Медовый месяц» и «Синдбад: Легенда семи морей».
В июне 2004 года он дебютировал в качестве режиссёра художественного мультфильма, номинированного на премию «Оскар» «Шрек 2» за который он номинировался на премию «Энни» за лучшую режиссуру и лучшую раскадровку. Он озвучивал шимпанзе Мейсона в мультфильмах «Мадагаскар», «Мадагаскар 2», «Мадагаскар 3» (режиссёром которого он также является) и в спин-оффе «Пингвины Мадагаскара» (где он озвучил Рико, одного из пингвинов) и повторил голос Мейсона в мультсериале.

## Последующие годы
В 2009 году Конрад Вернон и Роб Леттерман стали сорежиссёрами 3D-мультфильма «Монстры против пришельцев», для которого он написал сюжет в соавторстве с Леттерманом, а также озвучил несколько персонажей.
Вернон и Грег Тирнан стали сорежиссёрами анимационной комедии для взрослых «Полный расколбас» (2016), по сюжету Сета Рогена, Эвана Голдберга и Джона Хилла, а также озвучили некоторых персонажей. Затем Вернон стал соавтором сюжета, сопродюсером и сорежиссёром, снова с Тирнаном, мультфильма «Семейка Аддамс», который был выпущен в октябре 2019 года. Он озвучивал и «Полный расколбас» и «Семейку Аддамс», включая Ларча в последнем. Он вернулся в качестве режиссёра вместе с Тирнаном для мультфильма «Семейка Аддамс: Горящий тур», вышедшей в октябре 2021 года.
В 2017 году Вернон был нанят для режиссуры мультфильма «Джетсоны» по сценарию Мэтта Либермана, который разрабатывается Warner Bros., под их баннером Warner Animation Group.

## Фильмография

### Кино
| Год  | Название                    | Режиссёр | Продюсер | Заметки                                         |
| ---- | --------------------------- | -------- | -------- | ----------------------------------------------- |
| 2001 | Волшебник Морто             | Да       | Нет      |                                                 |
| 2004 | Шрек 2                      | Да       | Нет      | Сорежиссёр с Эндрю Адамсоном и Келли Эсбери     |
| 2009 | Монстры против пришельцев   | Да       | Нет      | Сорежиссёр с Робом Леттерманом                  |
| 2012 | Мадагаскар 3                | Да       | Нет      | Сорежиссёр с Эриком Дарнеллом и Томом МакГратом |
| 2016 | Полный расколбас            | Да       | Да       | Сорежиссёр с Грегом Тирнаном                    |
| 2019 | Семейка Аддамс              | Да       | Да       | Сорежиссёр с Грегом Тирнаном                    |
| 2021 | Семейка Аддамс: Горящий тур | Да       | Да       | Сорежиссёр с Грегом Тирнаном                    |

#### Актёрские роли
| Год  | Название                          | Роль                                                       | Заметки                |
| ---- | --------------------------------- | ---------------------------------------------------------- | ---------------------- |
| 2001 | Шрек                              | Пряня                                                      |                        |
| 2001 | Караоке-вечеринка Шрека на болоте | Пряня                                                      | Короткометражный фильм |
| 2003 | Шрек: Медовый месяц               | Пряня                                                      |                        |
| 2003 | Синдбад: Легенда семи морей       | Джед                                                       |                        |
| 2004 | Шрек 2                            | Пряня, Седрик, Диктор, Монго, Кекс                         |                        |
| 2004 | Кумир Тридевятого Королевства     | Пряня                                                      | Короткометражный фильм |
| 2005 | Мадагаскар                        | Мейсон                                                     |                        |
| 2007 | Шрек Третий                       | Пряня, Румпельштильцхен, Всадник без головы                |                        |
| 2007 | Би Муви: Медовый заговор          | Фредди                                                     |                        |
| 2008 | Мадагаскар 2                      | Мейсон                                                     |                        |
| 2009 | Монстры против пришельцев         | Насекомозавр                                               |                        |
| 2010 | Шрек навсегда                     | Пряня                                                      |                        |
| 2011 | Кунг-фу панда 2                   | Джамиль                                                    |                        |
| 2011 | Кот в сапогах                     | Рауль                                                      |                        |
| 2012 | Мадагаскар 3                      | Мейсон                                                     |                        |
| 2014 | Пингвины Мадагаскара              | Рико                                                       |                        |
| 2016 | Полный расколбас                  | Туалетная бумага, капуста, колбаса, виноград, пивная банка |                        |
| 2017 | Босс-молокосос                    | Юджин Фрэнсис                                              |                        |
| 2017 | Эмоджи фильм                      | Троянский конь                                             |                        |
| 2019 | Королевские каникулы              | Отис                                                       |                        |
| 2019 | Семейка Аддамс                    | Ларч (Семейка Аддамс),Дух,Доктор Фламбе                    |                        |
| 2021 | Семейка Аддамс: Горящий тур       | Ларч, Дух                                                  |                        |

#### Другие работы
| Год  | Название                                              | Заметки                                                                     |
| ---- | ----------------------------------------------------- | --------------------------------------------------------------------------- |
| 1991 | No Neck Joe                                           | Особая благодарность                                                        |
| 1992 | Параллельный мир                                      | Дизайнер персонажей Аниматор эффектов                                       |
| 1998 | Муравей Антц                                          | Художник по раскадровке                                                     |
| 2000 | Дорога на Эльдорадо                                   | Дополнительный художник по раскадровке                                      |
| 2001 | Шрек                                                  | Автор дополнительных диалогов, художник по сюжету, автор песни: «Merry Men» |
| 2001 | The Human Spinning-Top                                | Дополнительный художник по раскадровке                                      |
| 2003 | Синдбад: Легенда семи морей                           | Дополнительный художник по раскадровке                                      |
| 2004 | Подводная братва                                      | Дополнительный художник по раскадровке                                      |
| 2004 | Шрек 2                                                | Автор дополнительных диалогов                                               |
| 2005 | Мадагаскар                                            | Креативный консультант                                                      |
| 2005 | Пингвины из «Мадагаскара» в операции «С Новым годом!» | Креативный консультант; Короткометражный фильм                              |
| 2006 | Лесная братва                                         | Художник по сюжету                                                          |
| 2016 | Тролли                                                | Дополнительный художник по сюжету                                           |
| 2017 | Капитан Подштанник: Первый эпический фильм            | Особая благодарность                                                        |
| 2017 | Эмоджи фильм                                          | Дополнительный режиссёр сцен                                                |

### Телевидение
| Год     | Название                                               | Заметки                                           |
| ------- | ------------------------------------------------------ | ------------------------------------------------- |
| 1993    | Новая жизнь Рокко                                      | Художник по раскадровке, дополнительный сценарист |
| 1993–94 | Два глупых пса                                         | Художник по раскадровке                           |
| 1993–96 | Паучок Итси-Битси                                      | Режиссёр                                          |
| 1996    | Лаборатория Декстера                                   | Художник по раскадровке, художник по макетам      |
| 1997    | Ночные кошмарики                                       | Художник по раскадровке                           |
| 2012    | Насыщенные фруктозой приключения Назойливого Апельсина | Исполнительный продюсер,художник по раскадровке   |

#### Актёрские роли
| Год     | Название                                               | Роль                         |
| ------- | ------------------------------------------------------ | ---------------------------- |
| 2007    | Шрек Мороз, зелёный нос                                | Пряня                        |
| 2009–12 | Пингвины из Мадагаскара                                | Мейсон                       |
| 2009    | Монстры против овощей                                  | Мужчина с мобильным, Женщина |
| 2010    | Шрек: Страшилки                                        | Пряня, Кекс                  |
| 2010    | Праздник Кунг-фу панды                                 | Кабан                        |
| 2012    | Насыщенные фруктозой приключения Назойливого Апельсина | Различные персонажи          |
| 2012    | Гравити Фолз                                           | Тэйт МакГаккет               |